# Nelson (Geórgia)
Nelson é uma cidade localizada no estado americano de Geórgia, no Condado de Cherokee e Condado de Pickens.

## Demografia
Segundo o censo americano de 2000, a sua população era de 626 habitantes.
Em 2006, foi estimada uma população de 879, um aumento de 253 (40.4%).

## Geografia
De acordo com o United States Census Bureau tem uma área de 2,3 km², dos quais 2,3 km² cobertos por terra e 0,0 km² cobertos por água. Nelson localiza-se a aproximadamente 330 m acima do nível do mar.

## Localidades na vizinhança
O diagrama seguinte representa as localidades num raio de 24 km ao redor de Nelson.